# Ventafocs (Prokófiev)
La Ventafocs és el segon ballet clàssic que va compondre Prokófiev després de l'èxit obtingut amb el ballet Romeu i Julieta (1938). El procés de creació de la partitura Op. 87 va ser molt llarg; va començar a treballar-hi el 1940 i la va continuar al llarg dels anys de guerra en paral·lel amb l'òpera basada en la novel·la Guerra i pau de Lleó Tolstoi. L'estrena del ballet de tres actes va tenir lloc al Teatre Bolxoi de Moscou el 21 de novembre de a 1945.

## Argument

### Acte I. A casa de la Ventafocs
Khudyshka i Kubyshka, germanastres de la Ventafocs, reben les invitacions per al ball de disfresses organitzat al castell. Ambdues es burlen de la Ventafocs, que no ha estat convidada, per ser considerada la minyona de la casa. Les germanes broden un xal per usar aquesta nit, mentre Ventafocs roman a la cuina. Com de costum, les germanastres comencen a discutir, i trenquen el xal en dos. Es van, deixant sola a Ventafocs, que es disposa a netejar l'habitació. Quan veu els trossos del xal, comença a ballar, però aviat recorda que ella no està convidada a la festa. La seva tristesa li porta el record de la seva mare: d'ella conserva un parell de sabates i un avellaner que li va demanar plantar abans de morir i que, des d'aleshores, té cura amb amor. Arriba el seu pare i tracta de consolar-la, però quan la madrastra torna de comprar luxoses robes per al ball, ataca al seu marit i insulta a Ventafocs en un accés d'ira. La jove queda sola, obligada als quefers de la casa. Apareix una captaire, demanant menjar i almoina. Ventafocs la convida a entrar i li ofereix un deliciós brou. Quan li veu els peus nus i ferits, amb bondat i humilitat, els renta i els cobreix amb les sabates que li deixés la seva mare. Comencen els preparatius per a la gran festa: arriben el mestre de tall i un músic, per instruir a les dames en les danses cortesanes. Quan tot està a punt, parteixen deixant sola a la Ventafocs. La jove comença a ballar i a fer reverències, imaginant al costat del príncep, però aviat torna a seure, desanimada. Tot d'una, apareix novament la captaire i, transformant-se en una fada, li promet a Ventafocs fer realitat els seus desitjos. En agraïment a la seva bondat, li obsequia la noia un parell de sabates de vidre i convoca a les fades de la primavera, l'estiu, la tardor i l'hivern, amb les seves seguicis de flors, papallones, cuques de llum, libèl·lules, llagostes, els que li porten vestimentes i ornaments per al ball. Abans de marxar cap al castell, la Fada padrina li adverteix que ha de tornar abans de les dotze de la nit, i la condueix a el gran rellotge. D'ell surten 6 nans guardians, els qui li indicaran amb el seu fanfàrria el moment d'abandonar el castell.

### Acte II. El ball de disfresses
Els convidats arriben a el castell i ballen danses de tall. Arriben els quatre amics del príncep acompanyats de dues dames i, poc després, ingressen la madrastra, les seves filles i el pare de la Ventafocs. Khudyshka i Kubyshka es comporten grollerament. Quan el príncep fa la seva entrada, totes les dames intenten atreure la seva atenció. El mestre de tall anuncia l'arribada de la Ventafocs, que apareix acompanyada per les Fades, els seus patges i els altres éssers fantàstics. El Príncep no pot apartar la mirada d'ella i li demana que ball amb ell.
Els convidats es pregunten per la identitat de la bella noia la qual ha despertat tant interès en el príncep. Un lacai li arriba a la jove tres taronges, fruites altament apreciades en el regne, considerades com el regal més delicat que se li pot fer a una donzella. Ella les accepta, però les lliurament, generosa, als seus germanastres, que no l'han reconegut. Com de costum, les joves discuteixen per quedar-se amb la millor i més acolorida. Ventafocs i el príncep es declaren el seu amor. La festa continua. Quan les dotze campanades anuncien la mitjanit, la Fada, novament vestida de captaire, busca la Ventafocs. Terroritzada, la jove fuig de el castell, seguida pels nans i les altres figures que conformaven el seu seguici. El príncep corre després d'ella, però només troba la sabata de vidre que la jove va perdre en la seva fugida.

### Acte III
- Escena I. El príncep desitja trobar a la propietària de la sabata, i convoca els sabaters de el regne. Els sabaters seva mostren perplexos: no poden desxifrar qui el va fabricar ni a qui pertany. El príncep decideix llavors partir ell mateix a la recerca de la jove.
- Escena II. El Príncep visita el seu regne. Allà, diferents noies intenten seduir-, però sense èxit: a cap d'elles li calça el màgic sabata de vidre. Decebut, el príncep torna a el castell.
- Escena III. En la seva llar, Ventafocs pensa que tot ha estat un somni. Només la sabata que va amagar en el seu davantal li recorda que va passar la nit anterior. Llavors, apareixen els seus germanastres, explicant històries pretensioses sobre el ball, que desemboquen, com sempre, en una baralla. El príncep recorre el llogaret buscant a la jove desconeguda. Arriba a la casa de la Ventafocs, on ell i els seus amics són rebuts amb grans honors. Les germanastres tracten infructuosament de calçar les seves enormes peus al petit sabata i la madrastra, embogida, es mostra disposada a tallar els peus de les seves filles perquè el príncep prengui a una d'elles per esposa. Ventafocs s'acosta per ajudar els seus germanastres però, sorpresa per la presència del seu estimat, deixa caure la sabata que guardava en el seu davantal. El príncep insisteix que la jove es provi la sabata, i descobreix que li calça perfectament. Confirmant que ella és la bella jove que va conèixer en el ball, decideix prendre-la per esposa. Les germanastres li ofereixen els seus reverències a Ventafocs, que les acaricia amb afecte i els perdona els seus maltractaments anteriors.
- Escena IV. Apareix la Fada Padrina i l'escena es transforma. La casa es converteix en un meravellós i màgic jardí. Dos amics del príncep s'han enamorat de Khudyshka i Kubyshka. Les fades, els seus patges, cuques de llum, libèl·lules, papallones i llagosta acompanyen Ventafocs. La Fada padrina i les criatures màgiques volen bona sort i felicitat eterna als enamorats, que ascendeixen per una escala a la seva nova llar, plens de goig.[2]